# Le Paquebot Tenacity
Le Paquebot Tenacity is een Franse dramafilm uit 1934 onder regie van Julien Duvivier.

## Verhaal
Tijdens de Grote Depressie wil de arbeider Bastien samen met zijn vriend Alfred naar Canada emigreren. Ze treffen elkaar in Le Havre om met het passagiersschip Tenacity de Oceaan over te steken. Ze worden echter verliefd op hetzelfde meisje en slechts een van hen zal de overtocht maken.

## Rolverdeling
| Acteur         | Personage          |
| -------------- | ------------------ |
| Albert Préjean | Bastien            |
| Pierre Laurel  | Hidoux             |
| Martial Rèbe   | Engelse zeeman     |
| Léon Arvel     | Regisseur          |
| Charles Camus  | Toneelmeester      |
| Pierre Larquey | Dronkaard          |
| Albert Broquin | Speler             |
| Raymond Aimos  | Speler             |
| Marie Glory    | Thérèse            |
| Hubert Prélier | Alfred Ségard      |
| Nita Alvarez   | Émilienne          |
| Jeanne Duc     | Louisette          |
| Jeanne Byrel   | Marcelle           |
| Emma Calvé     | Moeder van Bastien |